# Las historias naturales
Las historias naturales (Les històries naturals en el original catalán) es una novela del escritor español Joan Perucho. Ambientada en la Cataluña del siglo XIX y publicada en 1960, trata las aventuras de Antoni de Montpalau, científico naturalista que emprende un viaje a la caza de Onofre de Dip, antiguo caballero devenido en vampiro, el cual habita el pueblo de Pratdip, con la Primera Guerra Carlista como telón de fondo.
Sobre esta novela se ha señalado tanto el uso de diferentes géneros narrativos en su construcción (las novelas de vampiros, de terror, de aventuras, de amor e histórica) así como el uso de un humor fino, erudito e imaginativamente desbordante.